# Pseuderia ramosa
Pseuderia ramosa är en orkidéart som beskrevs av Louis Otho Otto Williams. Pseuderia ramosa ingår i släktet Pseuderia och familjen orkidéer. Inga underarter finns listade i Catalogue of Life.